# Prostredné Zbojnícke pleso
Prostredné Zbojnícke pleso je morénové jezero na Zbojnícke pláni v horní části Velké Studené doliny ve Vysokých Tatrách na Slovensku. Má rozlohu 0,6135 ha a je 170 m dlouhé a 95 m široké. Dosahuje maximální hloubky 5,3 m a objemu 14 488 m³. Leží v nadmořské výšce 1960 m.

## Okolí
Na západ od plesa se nachází Vyšné Zbojnícke pleso a za ním se zvedá Svišťový chrbát. Na jihovýchodě prochází kolem plesa  modrá turistická značka od Zbojnícke chaty směrem k Prielomu a pod ní se nachází Nižné Zbojnícke pleso. Pleso sestává ze dvou částí, které jsou oddělené úzkým průlivem, přičemž polská terminologie tyto dvě části rozlišuje jako dvě různá plesa, zatímco podle slovenské terminologie se jedná o pleso jedno.

## Vodní režim
Do plesa přitéká ze západu Zbojnícky potok z Vyšného Zbojníckeho plesa a odtéká na jihovýchod do Nižného Zbojníckeho plesa. Rozměry jezera v průběhu času zachycuje tabulka:
| Rok     | Měření prováděl   | Rozloha ha    | Délka m | Šířka m | Hloubka max.m | Objem m³ |
| ------- | ----------------- | ------------- | ------- | ------- | ------------- | -------- |
| 1931–32 | Józef Szaflarski  | 0,321 (0,345) | 93 (92) | 48 (68) | 5,4 (4,8)     | [ 3 ]    |
| 1961–67 | pracovníci TANAPu | 0,620         | 170     | 95      | 5,2           | [ 3 ]    |
| 2005    | Gregor, Pacl      | 0,6135        | [ 3 ]   | [ 3 ]   | 5,3           | 14 488   |

## Přístup
Ve vzdálenosti 25 m od jihovýchodního břehu vede  modrá turistická značka od Zbojnícke chaty směrem k Prielomu.